# 林子亮
林子亮（1933年9月26日—），籍貫福建泉州，印度尼西亚归侨，中华人民共和国政治人物，曾任湖南省政协副主席，中国致公党中央委员会常务委员、湖南省委员会主任委员，第九届全国政协委员。